# Río Yaga
El río Yaga es un río oscense de la comarca de Sobrarbe, en Aragón. El río nace en el circo glaciar de Gurrundué y desemboca en el río Cinca.

## Fauna y flora
Las Gargantas de Escuaín constituyen una importante área para la aparición del quebrantahuesos. También se encuentra el vencejo real, halcón peregrino, el avión roquero y el roquero solitario.
En las zonas más altas se dispone de vegetación mediterránea como la aliaga, el tomillo, boj y la carrasca. En cambio en las zonas más próximas al cauce se dispone de bosques más húmedos formados por el serbal blanco, el álamo, el avellano, el pino silvestre, el haya el álamo temblón y el abedul, con un sotobosque de boj.

## Lugares de interés en el curso del río

### Gargantas de Escuaín

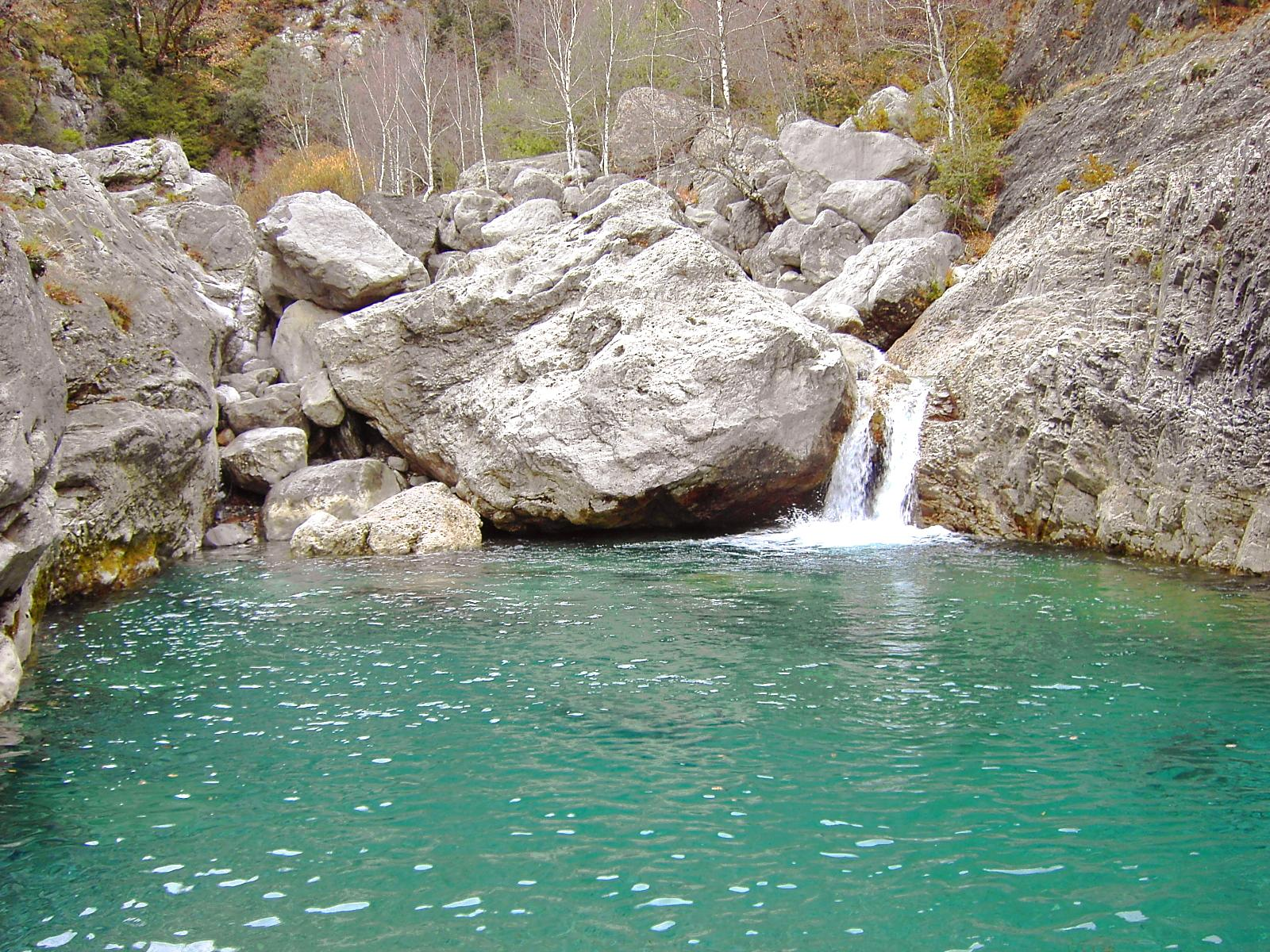
Poza del río.

Al lado de la localidad de Escuaín se encuentran las gargantas de Escuaín. En este lugar el río Yaga ha ido excavando durante siglos la tierra hasta formar una serie de cavidades subterráneas en forma de Y, conocidas como el Sistema de las Fuentes de Escuaín, las segundas más importantes de Aragón.